# 田島照久 (デザイナー)
田島 照久（たじま てるひさ、1949年 - ）は、日本のアートディレクター、グラフィックデザイナー、写真家。デザイン・プロダクション「Thesedays」主宰。

## 来歴
1949年、福岡県に生まれる。多摩美術大学グラフィック・デザイン科卒業。
大学卒業後、CBS・ソニーに入社し、デザイン室に勤務する。矢沢永吉やマイルス・デイヴィスのジャケット・デザインを担当。1980年にCBS・ソニーを退社しフリーランスとなり、自身のデザイン・プロダクション「Thesedays」を設立。
その後、浜田省吾や尾崎豊を始めとする数多くのアーティストのジャケット・デザインを担当。音楽関係以外でも、ポスターや広告、カレンダー、写真集、小説や文庫本の装丁など幅広い分野の仕事を手掛けている。
アニメ分野でも数多くの作品のデザインを担当しており、『攻殻機動隊』シリーズや『機動警察パトレイバー』シリーズ、ガンダム関連の作品も手掛ける。コミックスでは井上雄彦の『バガボンド』全巻の装丁も担当。
また、早い時期からコンピュータを使ったデジタル・デザイン、デジタル・フォトグラフィーにその表現分野を拡げ、1994年に世界初のCGによる恐竜写真集「ディノピクス」を発表、欧米でも出版される。近年は自身による小説も執筆している。
浜田省吾とは1980年のアルバム『Home Bound』で仕事をして以来、ほぼすべての作品のデザインを担当しており、40年以上の付き合いとなる。1995年には浜田の写真集『ROAD OUT』を出版した他、2009年には浜田を題材にした展覧会「浜田島」を開催している。

## 主な作品

### 音楽関係
- 浜田省吾
- 杉真理
- 尾崎豊
  - 全てのオリジナル・アルバムのアートワークを担当
  - 写真集「FREEZE MOON」
- 矢沢永吉
- GACKT
- HOUND DOG
- 加藤和樹
- KREVA
- 永井真理子
- 辛島美登里
- ハービー・ハンコック

### アニメ関係
- 『攻殻機動隊』 - パッケージ・デザイン、ポスター・デザイン
- 『機動警察パトレイバー』 - パッケージ・デザイン、ポスター・デザイン
- 『立喰師列伝』 - ポスター・デザイン
- 『ラーゼフォン』 - パッケージ・デザイン
- 『銀色の髪のアギト』 - ポスター・デザイン

### ロゴマーク
- 幻冬舎
- 角川ホラー文庫
- 海洋堂
- ビデオアーツ・ミュージック
- トイズワークス
- 『攻殻機動隊』シリーズ
- 『機動警察パトレイバー』シリーズ

### 装丁
- 井上雄彦
- 山田詠美
- ゆうきまさみ
- 吉田戦車
- 赤川次郎
- 天野節子
- 池田理代子
- 須藤晃
- 麻生太郎
- 石原慎太郎

## 書籍
- 田島照久MUSIC ARTWORKS（2025年2月26日、ソニー・ミュージックレーベルズ）

## メディア出演

### テレビ番組
- 新美の巨人たち（2025年2月15日、テレビ東京系列）[2][3]